# Eugenia colipensis
Eugenia colipensis là một loài thực vật thuộc họ Myrtaceae. Đây là loài đặc hữu của México.